# برد تهدة سيد خسرو (شلال ودشتغل)
برد تهدة سيد خسرو (بالفارسية: بردتحده سیدخسرو) هي منطقة سكنية تقع في إيران في قسم شلال ودشتغل الريفي. يقدر عدد سكانها بـ 21 نسمة بحسب إحصاء 2016.